# Bezenye (železniční zastávka)
Bezenye je železniční zastávka na trati Bratislava–Hegyeshalom. Nachází se v maďarské obci Bezenye, která se nachází v župě Győr-Moson-Sopron. Zastávka byla otevřena v roce 1891, kdy byl zahájen provoz na trati mezi Bratislavou a obcí Porpác.

## Provozní informace
Ve stanici není možnost zakoupení si jízdenky a je elektrizovaná střídavým proudem 25 kV, 50 Hz. Provozuje ji společnost GySEV.

## Doprava
Zastavují zde osobní vlaky do Bratislavy, Csorny, Hegyeshalomi a Győru.